# 岡部由紀子
岡部 由紀子（おかべ ゆきこ、1963年1月1日 - ）は、日本の元フィギュアスケート選手（女子シングル・ペアスケーティング）。シングル・ペアのISUジャッジ。シングルのISUテクニカル・コントローラー（国際スケート連盟認定の技術審判員）。日本スケート連盟フィギュア部渉外部長。フィギュアスケート解説者。パートナーは無良隆志。茨城県生れ。

## 経歴
1979年秋の全日本フリー選手権で、ウエスト・サイド物語をテーマとし当時日本の女子女子としては珍しかった三回転サルコウを織り込んだフリープログラムなど会心の演技を見せ、薬師蓉子や小林れい子、吉田万里子らを抑え渡部絵美に次いで2位に入り脚光を浴びる。その後シングル競技強化のため、コーチの都築章一郎の提案により男子シングルの無良隆志とペアを組んだ。ペア結成2年目の1979年の第48回全日本選手権でペアスケーティングで1位、世界選手権でも12位となる。その後、コロラドスプリングスでカルロ・ファッシ夫妻に師事するため渡米、それに伴い無良隆志とのペアを解消し、1981年の第50回全日本選手権では女子シングルで吉田万里子、加藤雅子に続き3位となった。
現在は「岡部由起子」の名前で国内外でジャッジやテクニカル・コントローラーを務めており、フィギュアスケートの解説者としても活躍している。
2016年、国際スケート連盟のフィギュアスケートの男女・ペア部門の技術委員に就任。

## 主な戦績

### 女子シングル
| 大会/年       | 1978-79 | 1979-80 | 1980-81 | 1981-82 | 1982-83 |
| ------------- | ------- | ------- | ------- | ------- | ------- |
| NHK杯         |         |         | 11      |         |         |
| 全日本選手権  | 4       | 5       |         | 3       | 5       |
| 世界Jr.選手権 | 12      |         |         |         |         |

### ペア
| 大会/年      | 1979-80 |
| ------------ | ------- |
| 世界選手権   | 12      |
| NHK杯        | 5       |
| 全日本選手権 | 1       |